# Matejovce nad Hornádom
Matejovce nad Hornádom (bis 1998 „Matejovce“; deutsch Matzdorf oder Matejowitz, ungarisch Hernádmáté – bis 1907 Matejóc) ist eine Gemeinde im Osten der Slowakei mit 561 Einwohnern (Stand 31. Dezember 2024) und gehört zum Okres Spišská Nová Ves, einem Teil des Košický kraj, sowie zur traditionellen Landschaft Zips.

## Geographie
Die Gemeinde befindet sich im Südteil des Talkessels Hornádska kotlina am rechten Ufer des Hornád sowie am Nordhang des Gebirges Hnilecké vrchy, einer Untereinheit des Slowakischen Erzgebirges. Durch Matejovce fließt der kleine Bach Laník. Das Ortszentrum liegt auf einer Höhe von 427 m n.m. und ist zehn Kilometer von Spišská Nová Ves entfernt. 
Nachbargemeinden sind Jamník im Norden, Chrasť nad Hornádom im Osten, Poráč im Südosten, Rudňany im Süden, Markušovce im Westen und Odorín im Nordwesten.

## Geschichte
Der Ort wurde zum ersten Mal 1277 als terra Mathey schriftlich erwähnt und entstand als Neugründung im Wald Belá durch einen gewissen Matthias, einen Dienstboten des Gespans Botyz. Damals soll es noch zwei Orte gegeben haben, einen beim heute Beľany genannten Hügel und den zweiten am Fluss Hornád. Im 15. Jahrhundert gab es mehrere Gutsbesitzer, 1553 lag das Dorf im Herrschaftsgebiet des Zipser Kapitels und war teilweise Besitz mehrerer Adliger. Im 17. Jahrhundert wurde das Geschlecht Máriássy Gutsherr. 1828 zählte man 23 Häuser und 183 Einwohner.
Bis 1918 gehörte der im Komitat Zips liegende Ort zum Königreich Ungarn und kam danach zur Tschechoslowakei beziehungsweise heute Slowakei.

## Bevölkerung
| Jahr                | 1994 | 2004    | 2014    | 2024    |
| ------------------- | ---- | ------- | ------- | ------- |
| Anzahl der Personen | 454  | 487     | 530     | 561     |
| Unterschied         |      | +7,26 % | +8,82 % | +5,84 % |

| Jahr                | 2023 | 2024    |
| ------------------- | ---- | ------- |
| Anzahl der Personen | 548  | 561     |
| Unterschied         |      | +2,37 % |

Gemäß der Volkszählung 2011 wohnten in Matejovce nad Hornádom 499 Einwohner, davon 469 Slowaken, 18 Roma und zwei Magyaren. Bei 10 Einwohnern liegt keine Angabe zur Ethnie vor. 
474 Einwohner bekannten sich zur römisch-katholischen Kirche, zwei Einwohner zur griechisch-katholischen Kirche sowie jeweils ein Einwohner zur orthodoxen Kirche und zur reformierten Kirche. Acht Einwohner waren konfessionslos und bei 13 Einwohnern wurde die Konfession nicht ermittelt.

## Bauwerke und Denkmäler
- römisch-katholische Kirche Katharina von Alexandrien, erbaut noch vor der Reformationszeit, durch mehrere Umbauten ist die ursprüngliche Gestalt verloren gegangen

## Söhne und Töchter der Gemeinde
- Ján Kozák senior (* 1954), Fußballspieler und -trainer